# Coronación de Ana Bolena
La coronación de Ana Bolena como reina de Inglaterra tuvo lugar en la Abadía de Westminster, Londres, Inglaterra, el 1 de junio de 1533. La nueva reina era la segunda esposa del rey Enrique VIII, tras la anulación de su primer matrimonio con Catalina de Aragón.
La reina estaba visiblemente embarazada en el momento de su coronación, y el uso de la corona de San Eduardo, que se había reservado para los monarcas reinantes, buscaba legitimar a Ana como la nueva reina, junto con su hijo por nacer, que se esperaba fuera el largo y esperado heredero varón. La coronación estuvo precedida por una elaborada procesión, que había comenzado el día anterior en la Torre de Londres. Aunque los festejos por la coronación fueron fastuosos, la población en general no la recibió bien, como lo demuestran claramente los relatos contemporáneos.

## Antecedentes
Después de más de dos décadas de matrimonio con Catalina de Aragón, el rey Enrique VIII aún no tenía heredero varón: su única hija legítima era la princesa María. Desesperado por asegurar la dinastía Tudor, Enrique buscó la anulación de su matrimonio con el argumento de que Catalina había estado casada anteriormente con el Príncipe Arturo, el hermano mayor fallecido de Enrique. Otra motivación parece haber venido de su relación con Ana Bolena, una dama de compañía de la reina Catalina. El Papa Clemente VII rechazó su solicitud, probablemente bajo la presión del sobrino de Catalina, el emperador Carlos I de España, que tenía prisionero a Clemente. Ante esto, Enrique separó a Inglaterra de la Iglesia Católica, dando inicio a la Reforma Inglesa.
Como nuevo Jefe Supremo de la Iglesia de Inglaterra, el rey ahora tenía la autoridad para poner fin a su propio matrimonio, lo que hizo de inmediato. Catalina fue despojada de su título de reina consorte el 23 de mayo de 1533 por el nuevo Arzobispo de Canterbury, quien cinco días después declaró la validez del matrimonio de Enrique con Ana, que se había realizado en secreto en Dover.

## Procesión

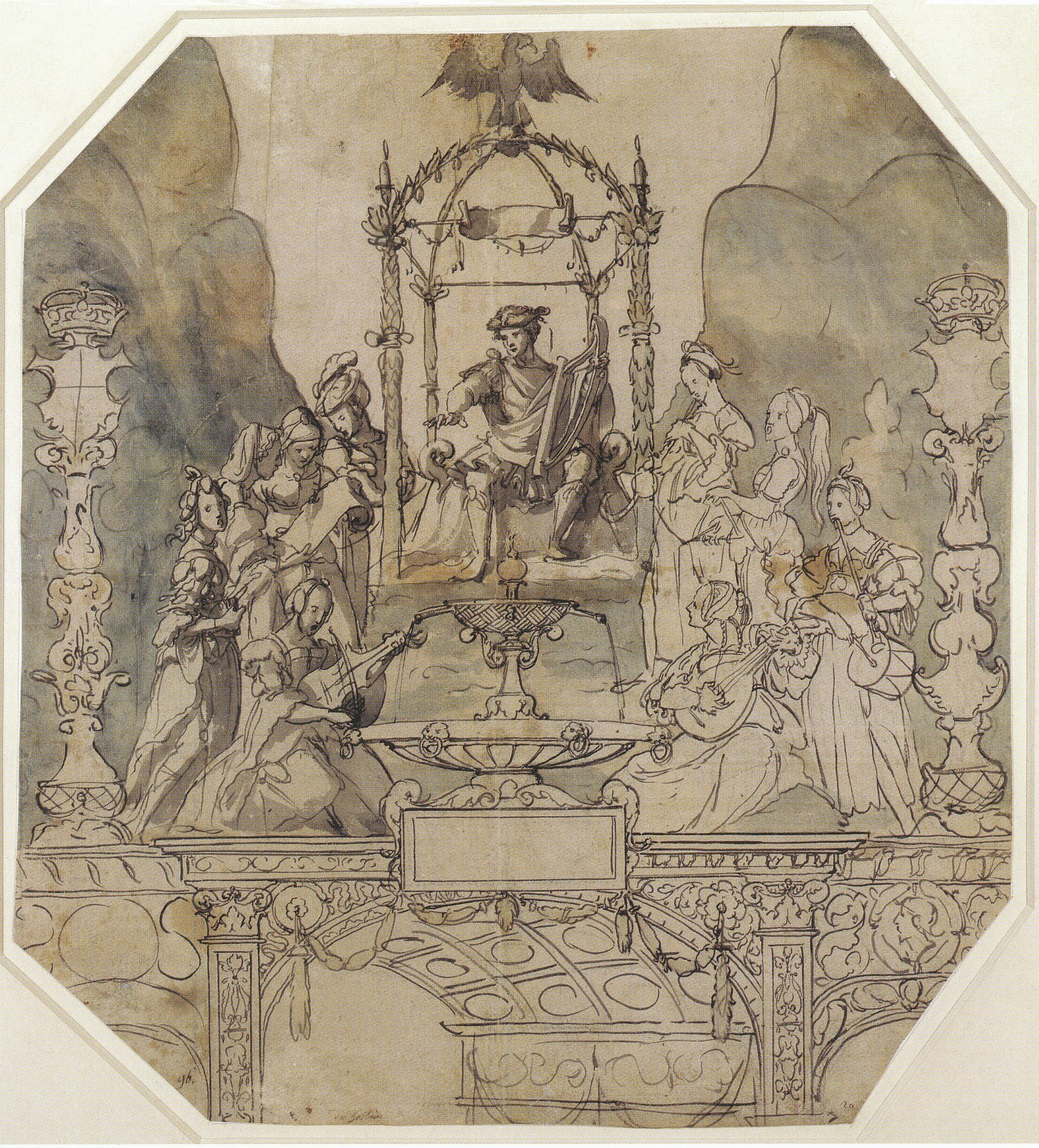
Diseño por Hans Holbein el Joven para el vestido de la coronación en traje de Apolo y sus musas

Antes de la coronación en sí, el 31 de mayo de 1533, hubo una procesión de coronación triunfal desde la Torre de Londres hasta Westminster Hall en anticipación a la coronación de la reina. El evento estaba previsto que comenzara a las dos de la tarde, pero terminó celebrándose con tres horas de retraso. El espectáculo no solo fue una afirmación de que Ana era la reina legítima como esposa del Rey, sino también de que estaba embarazada del heredero al trono de Inglaterra. La procesión recorrió las principales calles de la ciudad; en el camino, Anne se entretuvo con suntuosas exhibiciones. Según un folleto contemporáneo, el alcalde de Londres y su séquito recibieron a la reina. Luego, la procesión viajó hacia el noroeste de la Torre y pronto llegó a Fenchurch Street, donde fue recibida con un desfile de niños vestidos como comerciantes ingleses y franceses.

Es probable que Ana haya pasado por Tower Hill, donde tres años más tarde, su hermano y supuestos amantes serían ejecutados. Avanzando por la calle, Ana observó un espectáculo costoso y espectacular, patrocinado por los comerciantes de Steelyard y diseñado por Holbein. Presentaba al dios griego Apolo, rodeado por las Musas, que le daban regalos a la reina. Continuando por Gracechurch Street, la procesión se detuvo en Leadenhall Street para otro espectáculo: un castillo, con una rosa en la parte superior con rosas rojas y blancas que brotaron, de la cual un halcón se posó en un tocón. Un ángel con armadura descendió y coronó al halcón, en clara referencia a la insignia de Ana. La procesión de coronación continuó con muchas vistas y exhibiciones intrincadas para la reina.

## Coronación y actos finales
El 1 de junio de 1533, Ana fue conducida desde el Palacio de Westminster, donde había pasado la noche, a la Abadía de Westminster para su coronación. El alcalde y los concejales, vestidos de terciopelo carmesí, debían recibir a Anne en Westminster Hall antes de las ocho de la mañana. La propia reina apareció una hora más tarde, vestida con túnicas de terciopelo púrpura y piel de armiño. Su cabello fluía libremente y usaba un anillo hecho de oro y gemas. Ana estaba en el salón con el clero, los religiosos y los hombres de la Capilla del Rey.
Tras la procesión de los nobles menores, siguieron el marqués de Dorset y el conde de Arundel, portando el cetro y la vara de marfil. Luego vino el Conde de Oxford, portando la corona, seguido por el Lord High Steward, el diputado del Conde Mariscal y luego la reina caminando descalza. Su pabellón fue llevado por cuatro de los Señores de los Cinque Ports. Su túnica fue sostenida por los obispos de Londres y Winchester, y la cola por la duquesa viuda de Norfolk. Anne luego descansó por un corto tiempo en una silla, después de lo cual se postró frente al altar, una tarea difícil para una mujer en pleno embarazo. Se puso de pie y luego fue ungida y coronada Reina de Inglaterra por el arzobispo Cranmer con la corona de San Eduardo. Luego se le entregó la vara y el cetro en sus manos izquierda y derecha respectivamente. El cetro de la reina con una paloma había sido restaurado por Cornelis Hayes en mayo.
Se cantó un Te Deum y luego se cambió la corona por una más ligera hecha específicamente para la reina, después de lo cual se celebró una misa, con Ana recibiendo el sacramento y haciendo ofrendas en el santuario de San Eduardo el Confesor.
Ana luego se retiró para un breve descanso, después de lo cual la procesión regresó a Westminster Hall con la reina recién coronada apoyada por su padre y Lord Talbot. A su regreso al palacio, volvió a descansar mientras se preparaba el banquete de celebración.